# Златко Кларич
Златко Кларич (нар. 24 жовтня 1956, Борово) – хорватський шахіст, гросмейстер від 1983 року.

## Шахова кар'єра
1980 року досягнув найбільшого успіху в кар'єрі, вигравши в Скендер Вакуф титул чемпіона Югославії. 1981 року взяв участь у командному чемпіонаті світу серед студентів, який відбувся в Граці. У наступних роках здобув кілька успіхів на міжнародних турнірах, зокрема, в таких містах, як: Гавана (1986, поділив 3-тє місце позаду Гільєрмо Гарсії Гонсалеса і Алонсо Сапати, разом з Амадором Родрігесом і Жілберту Мілошем), Монпельє (1988, поділив 1-місце разом з Драгутином Шаховичем і Радославом Семічем) і Пау (1988, поділив 2-ге місце позаду Міхаеля Мішутова, разом з Крістофером Луцом). 2010 року виграв у складі збірної Хорватії золоту медаль на 16-й шаховій олімпіаді для глухих.
Найвищий рейтинг Ело в кар'єрі мав станом на 1 січня 1985 року, досягнувши 2485 очок ділив тоді 15-16-те місце серед югославських шахістів..

## Зміни рейтингу
| На цьому місці має відображатися графік чи діаграма, однак з технічних причин його відображення наразі вимкнено. Будь ласка, не видаляйте код, який викликає це повідомлення. Розробники вже працюють для того, щоби відновити штатне функціонування цього графіка або діаграми. | |
| | На цьому місці має відображатися графік чи діаграма, однак з технічних причин його відображення наразі вимкнено. Будь ласка, не видаляйте код, який викликає це повідомлення. Розробники вже працюють для того, щоби відновити штатне функціонування цього графіка або діаграми. |